# Leipoa gallinacea
Leipoa gallinacea — викопний вид куроподібних птахів родини великоногових (Megapodiidae). Вид мешкав у пліоцені та плейстоцені в Австралії. Скам'янілі рештки виду знайдені у штаті Квінсленд у відкладеннях формувань Дарлінг-Даунс і Шиншила та у штаті Новий Південний Уельс у печері Наракурт. Вид є родичем сучасного великонога строкатого (Leipoa ocellata), але мав більші розміри: вага птаха оцінюється у 6-7 кг. Досить розвинений киль вказує на те, що птах вмів добре літати.